# Liste der Baudenkmäler in Marktheidenfeld
Auf dieser Seite sind die Baudenkmäler in der unterfränkischen Stadt Marktheidenfeld zusammengestellt. Diese Tabelle ist eine Teilliste der Liste der Baudenkmäler in Bayern. Grundlage ist die Bayerische Denkmalliste, die auf Basis des Bayerischen Denkmalschutzgesetzes vom 1. Oktober 1973 erstmals erstellt wurde und seither durch das Bayerische Landesamt für Denkmalpflege geführt wird. Die folgenden Angaben ersetzen nicht die rechtsverbindliche Auskunft der Denkmalschutzbehörde.
 Diese Liste gibt den Fortschreibungsstand vom 20. April 2020 wieder und enthält 96 Baudenkmäler.

## Ensembles

### Ensemble Mainkai

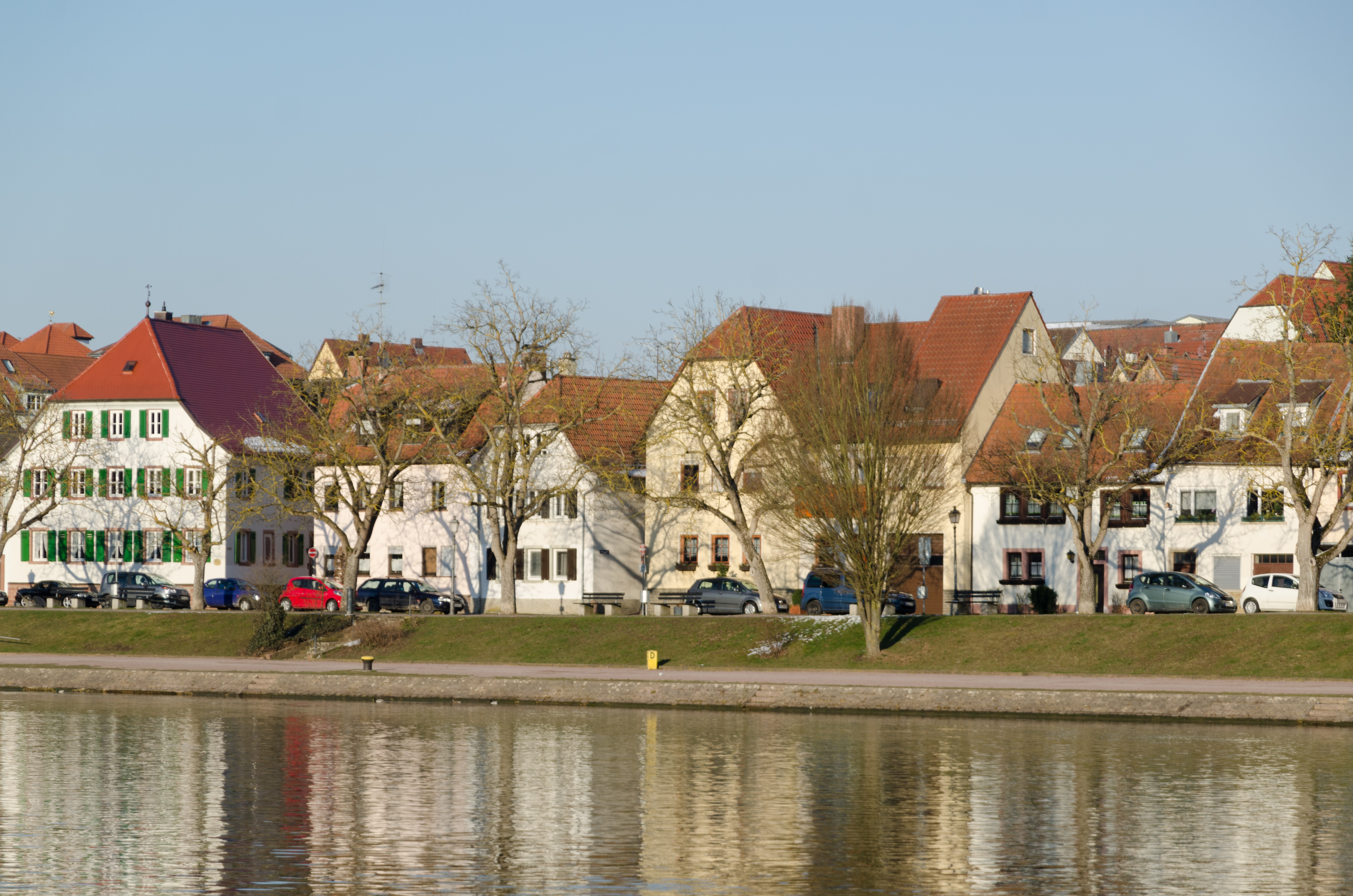
Häuser am Mainkai
weitere Bilder

Das Ensemble umfasst den Bereich des Mainkais, der als mittelalterliche Ortsbefestigung Marktheidenfelds die Stadt auch zum Main hin abriegelte. Die flussseitige Mauer wurde wohl im 18. Jahrhundert zugunsten einer bebauten Kaifront aufgegeben. Etwa in der Mitte des Kais mündet die Fahrgasse, die eine Verbindung vom Stadtzentrum zur ehemaligen Mainfähre bildet. Diese Achse verlor mit dem Bau der Mainbrücke (1839–46) an Bedeutung, da hierdurch eine völlige Umorientierung des die Stadt durchziehenden Verkehrs geschaffen wurde. Die meist zweigeschossigen und vorwiegend traufseitigen Wohnhäuser und Ackerbürgerhäuser, vornehmlich des späten 18. und 19. Jahrhunderts, schließen sich zu einer dichten, relativ einfachen Hauszeile zusammen. Zu dem Ensemble gehört die Anpflanzung von Bäumen entlang der Straße, die vermutlich in der zweiten Hälfte des 19. Jahrhunderts angelegt worden ist, die Straße nunmehr gegen den Mainfluss abschirmt und ihr zugleich einen promenadenartigen Charakter verleiht (Lage). Umgrenzung: Mainkai 1-24, Fahrgasse 12, Glasergasse 22, Herrengasse 11, Obere Gasse 17, 24, Schenkgasse 4, Stiergasse 11. Aktennummer: E-6-77-157-1.

## Marktbefestigung
Reste der vor 1420 errichteten Ortsmauer sind in einem zum Main offenen, ovalen Bogen aus Bruchstein mit Schießscharten erhalten. Möglicherweise sind auch überbaute Reste des ehemaligen mainseitigen Mauerverlaufs entlang der rückwärtigen Parzellengrenzen der Straße Mainkai erhalten. Abbruch der drei Tore im 19. Jh., weitere Verluste 2. Hälfte 20. Jh. Aktennummer: D-6-77-157-1.
- Kirchgasse 9, 10 (Lage): Mauer der Ortsbefestigung
- Obere Gasse 8, 10, 12, 14, 16 (Lage): Mauer der Ortsbefestigung
- Obere Gasse 18, 20, 22 (Lage): Mauer der Ortsbefestigung
- Obere Gasse 24 (Lage): Mauer der Ortsbefestigung
- Obertorstraße 8, 10 (Lage): Mauer der Ortsbefestigung
- Obertorstraße 14 (Lage): Mauer der Ortsbefestigung
- Obertorstraße 16, 18 (Lage): Mauer der Ortsbefestigung
- Schmiedsecke 1 (Lage): Mauer der Ortsbefestigung

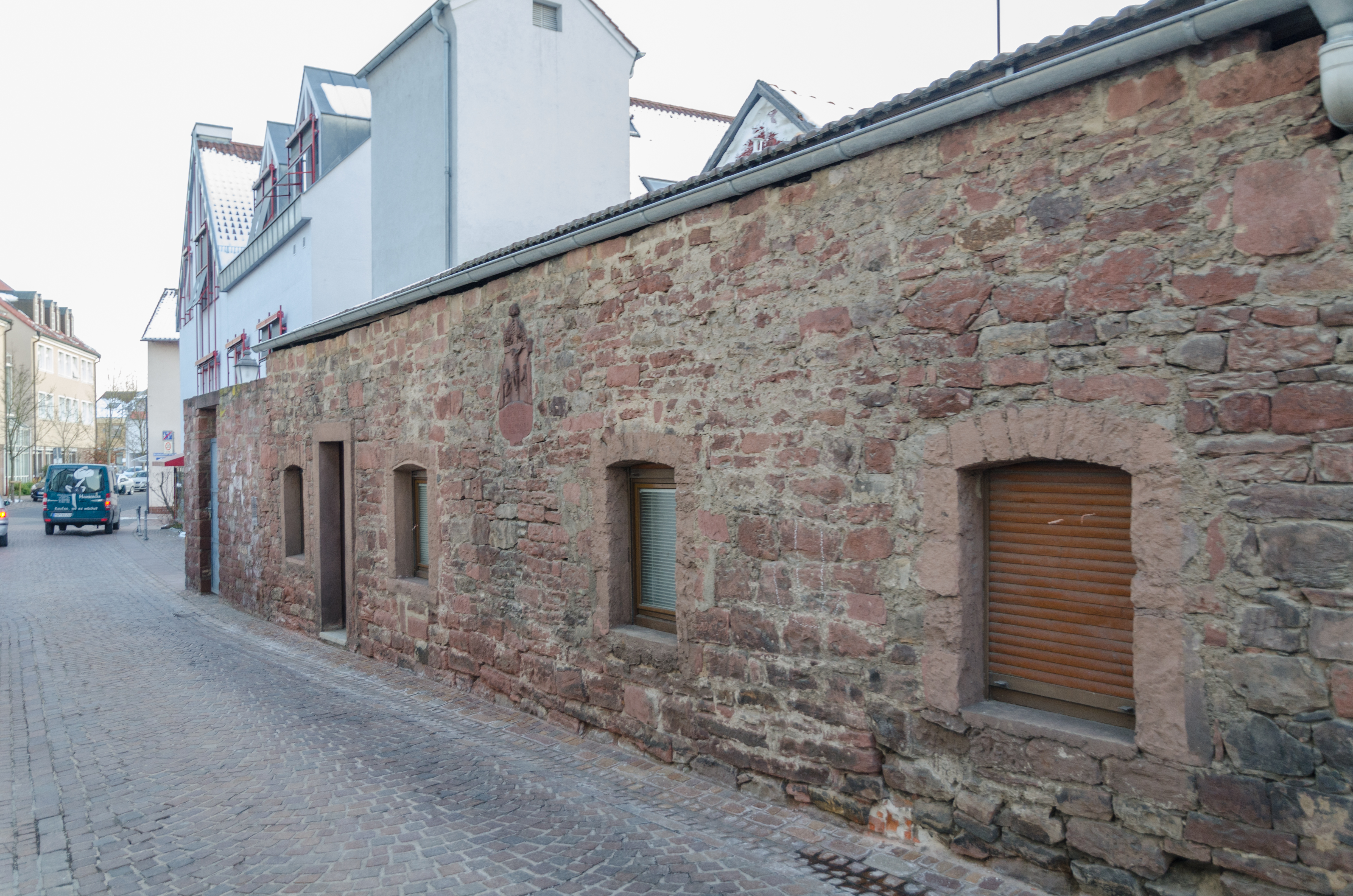
Stadtmauerrest Obertorstraße 8, 10
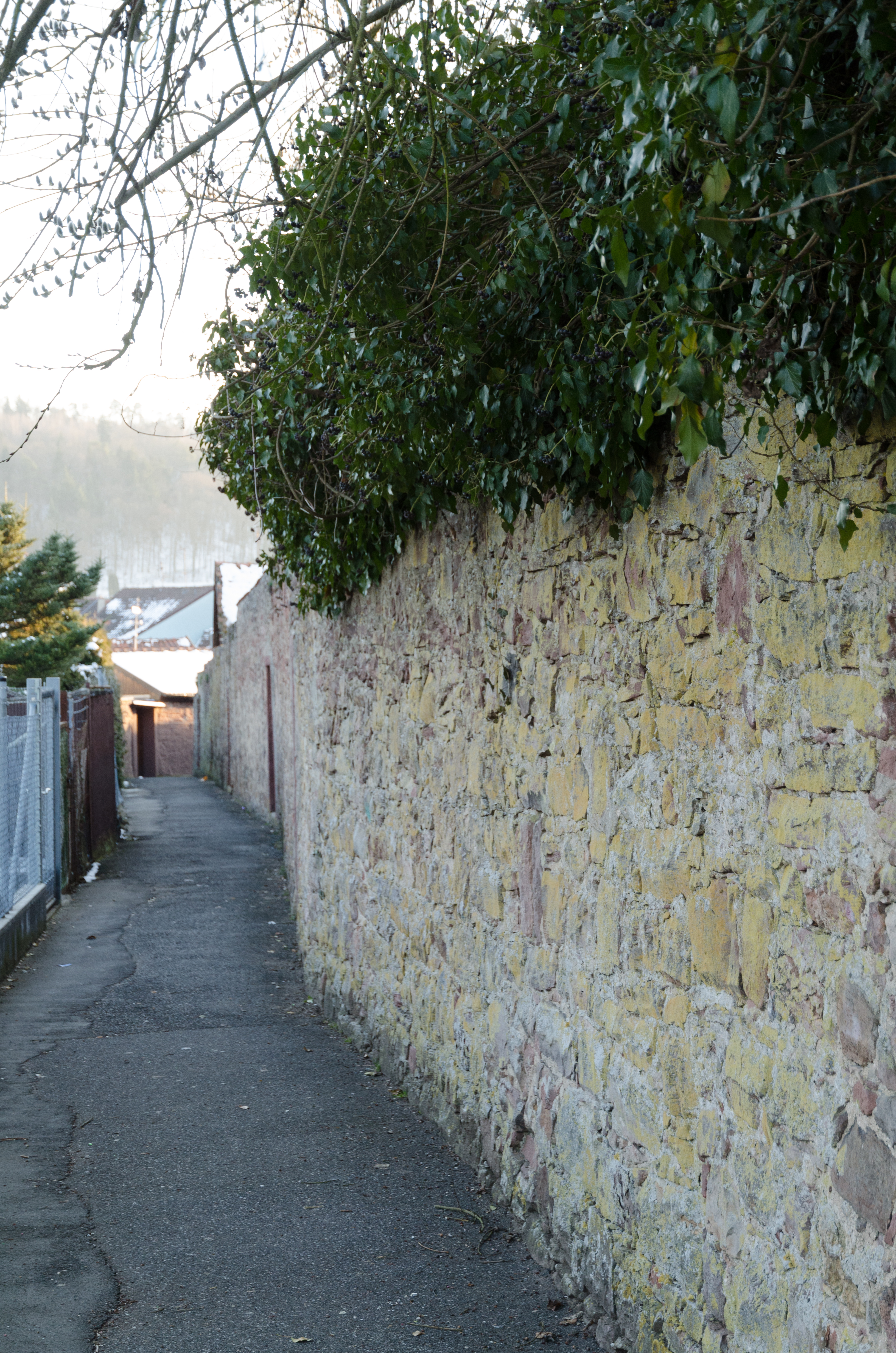
Stadtmauer entlang An der Stadtmauer

## Baudenkmäler nach Gemeindeteilen

### Marktheidenfeld
| Lage                                                  | Objekt                                     | Beschreibung | Akten-Nr.      | Bild                      |
| ----------------------------------------------------- | ------------------------------------------ | --- | -------------- | ------------------------- |
| Bundesstraße 8 (Standort)                             | Mainbrücke                                 | Siebenjochige Bogenbrücke mit rustizierten Böschungsmauern an den Brückenköpfen sowie in Flucht der Brücke am gegenüberliegenden Ufer eine weitere Böschungsmauer mit Inschriftstein und Denkmal mit Bronzebüste König Ludwig I., Sandsteinquaderverkleidung, 1836–1846, Wiederherstellung 1946–1954 | D-6-77-157-83  | weitere Bilder            |
| Am Karbacher Weg (Standort)                           | Wegkapelle                                 | Satteldachbau mit Relief der 14 heiligen Nothelfer, 19. Jahrhundert, Kapelle modern | D-6-77-157-69  | BW                        |
| Baumhofstraße (Standort)                              | Wegkapelle                                 | Kleiner verputzter Satteldachbau mit Muttergottes und Jesuskind in Krippe, 19./20. Jahrhundert | D-6-77-157-70  | weitere Bilder            |
| Nähe Baumhofstraße (Standort)                         | Bildstock                                  | Pietà, bewegter Balustersockel mit Relief vera icon und bekrönender Figur der Pietà, Sandstein, barock, um 1700 | D-6-77-157-84  | BW                        |
| Nähe Heubrunnenweg (Standort)                         | Kreuzschlepper                             | Profilierter Sockel mit Wappenkartusche und Balustersäule sowie bekrönender Figur des kreuztragenden Christus, Sandstein, 1743, Renovierung bezeichnet „1872“ | D-6-77-157-74  | weitere Bilder            |
| Klöffling (Standort)                                  | Bildstock                                  | Postament mit umrankter Säule und Relief Heiliger Nikolaus sowie Reliefaufsatz Kreuzigungsgruppe unter Draperie, Sandstein, barock, 18. Jahrhundert | D-6-77-157-73  | Bildstock                 |
| Kreuzberg (Standort)                                  | Katholische Kapelle Heiligkreuz            | Saalkirche mit eingezogenem Rundchor sowie Satteldach mit Giebelreiter, Putzmauerwerk mit Sandsteingliederungen und Portalvorhalle mit überdachtem Altan, neuromanisch, bez. 1889/90 | D-6-77-157-71  | weitere Bilder            |
| Kreuzberg (Standort)                                  | Ölberg                                     | Grottenarchitektur mit Inschrifttafel und eingestellten Figuren, Sandstein und Kalktuff, Ende 19. Jahrhundert, Figuren 18. Jahrhundert | D-6-77-157-71  | Ölberg                    |
| Kreuzberg (Standort)                                  | Kreuzwegstation                            | 1. von 15 gleichgestalteten Kapellchen mit Satteldach und gerahmten Rundbogennischen sowie eingestellten Figurenszenerien, zwischen den Kapellen eingefügte Treppenabsätze, Sandstein und Holz, 18. Jahrhundert | D-6-77-157-71  | weitere Bilder            |
| Kreuzberg (Standort)                                  | Kreuzwegstation                            | 2. von 15 gleichgestalteten Kapellchen mit Satteldach und gerahmten Rundbogennischen sowie eingestellten Figurenszenerien, zwischen den Kapellen eingefügte Treppenabsätze, Sandstein und Holz, 18. Jahrhundert | D-6-77-157-71  | weitere Bilder            |
| Kreuzberg (Standort)                                  | Kreuzwegstation                            | 3. von 15 gleichgestalteten Kapellchen mit Satteldach und gerahmten Rundbogennischen sowie eingestellten Figurenszenerien, zwischen den Kapellen eingefügte Treppenabsätze, Sandstein und Holz, 18. Jahrhundert | D-6-77-157-71  | weitere Bilder            |
| Kreuzberg (Standort)                                  | Kreuzwegstation                            | 4. von 15 gleichgestalteten Kapellchen mit Satteldach und gerahmten Rundbogennischen sowie eingestellten Figurenszenerien, zwischen den Kapellen eingefügte Treppenabsätze, Sandstein und Holz, 18. Jahrhundert | D-6-77-157-71  | weitere Bilder            |
| Kreuzberg (Standort)                                  | Kreuzwegstation                            | 5. von 15 gleichgestalteten Kapellchen mit Satteldach und gerahmten Rundbogennischen sowie eingestellten Figurenszenerien, zwischen den Kapellen eingefügte Treppenabsätze, Sandstein und Holz, 18. Jahrhundert | D-6-77-157-71  | weitere Bilder            |
| Kreuzberg (Standort)                                  | Kreuzwegstation                            | 6. von 15 gleichgestalteten Kapellchen mit Satteldach und gerahmten Rundbogennischen sowie eingestellten Figurenszenerien, zwischen den Kapellen eingefügte Treppenabsätze, Sandstein und Holz, 18. Jahrhundert | D-6-77-157-71  | weitere Bilder            |
| Kreuzberg (Standort)                                  | Kreuzwegstation                            | 7. von 15 gleichgestalteten Kapellchen mit Satteldach und gerahmten Rundbogennischen sowie eingestellten Figurenszenerien, zwischen den Kapellen eingefügte Treppenabsätze, Sandstein und Holz, 18. Jahrhundert | D-6-77-157-71  | weitere Bilder            |
| Kreuzberg (Standort)                                  | Kreuzwegstation                            | 8. von 15 gleichgestalteten Kapellchen mit Satteldach und gerahmten Rundbogennischen sowie eingestellten Figurenszenerien, zwischen den Kapellen eingefügte Treppenabsätze, Sandstein und Holz, 18. Jahrhundert | D-6-77-157-71  | weitere Bilder            |
| Kreuzberg (Standort)                                  | Kreuzwegstation                            | 9. von 15 gleichgestalteten Kapellchen mit Satteldach und gerahmten Rundbogennischen sowie eingestellten Figurenszenerien, zwischen den Kapellen eingefügte Treppenabsätze, Sandstein und Holz, 18. Jahrhundert | D-6-77-157-71  | weitere Bilder            |
| Kreuzberg (Standort)                                  | Kreuzwegstation                            | 10. von 15 gleichgestalteten Kapellchen mit Satteldach und gerahmten Rundbogennischen sowie eingestellten Figurenszenerien, zwischen den Kapellen eingefügte Treppenabsätze, Sandstein und Holz, 18. Jahrhundert | D-6-77-157-71  | weitere Bilder            |
| Kreuzberg (Standort)                                  | Kreuzwegstation                            | 11. von 15 gleichgestalteten Kapellchen mit Satteldach und gerahmten Rundbogennischen sowie eingestellten Figurenszenerien, zwischen den Kapellen eingefügte Treppenabsätze, Sandstein und Holz, 18. Jahrhundert | D-6-77-157-71  | weitere Bilder            |
| Kreuzberg (Standort)                                  | Kreuzwegstation                            | 12. von 15 gleichgestalteten Kapellchen mit Satteldach und gerahmten Rundbogennischen sowie eingestellten Figurenszenerien, zwischen den Kapellen eingefügte Treppenabsätze, Sandstein und Holz, 18. Jahrhundert | D-6-77-157-71  | weitere Bilder            |
| Kreuzberg (Standort)                                  | Kreuzwegstation                            | 13. von 15 gleichgestalteten Kapellchen mit Satteldach und gerahmten Rundbogennischen sowie eingestellten Figurenszenerien, zwischen den Kapellen eingefügte Treppenabsätze, Sandstein und Holz, 18. Jahrhundert | D-6-77-157-71  | weitere Bilder            |
| Kreuzberg (Standort)                                  | Kreuzwegstation                            | 14. von 15 gleichgestalteten Kapellchen mit Satteldach und gerahmten Rundbogennischen sowie eingestellten Figurenszenerien, zwischen den Kapellen eingefügte Treppenabsätze, Sandstein und Holz, 18. Jahrhundert | D-6-77-157-71  | weitere Bilder            |
| Kreuzberg (Standort)                                  | Kreuzwegstation                            | 15. von 15 gleichgestalteten Kapellchen mit Satteldach und gerahmten Rundbogennischen sowie eingestellten Figurenszenerien, zwischen den Kapellen eingefügte Treppenabsätze, Sandstein und Holz, 18. Jahrhundert | D-6-77-157-71  | weitere Bilder            |
| Kreuzberg (Standort)                                  | Kruzifix                                   | Sandstein, 18. Jahrhundert, über modernem Altartisch | D-6-77-157-71  | Kruzifix                  |
| Kreuzberg (Standort)                                  | Kapelle mit Lourdesgrotte                  | Kleiner Satteldachbau mit Rundbogenöffnung und Tonnengewölbe sowie eingestellter Grottenarchitektur mit Marienfigur, im Kern wohl 18. Jahrhundert, modernisiert | D-6-77-157-71  | Kapelle mit Lourdesgrotte |
| Dillberg 54 (Standort)                                | Wegkreuz                                   | Gemauerter Sockel mit Kruzifix, Sandstein, 18./19. Jahrhundert | D-6-77-157-82  | BW                        |
| Finkenmännlein (Standort)                             | Bildstock                                  | Inschriftpostament mit Säule sowie rundbogigem Flachnischenaufsatz mit Voluten, Sandstein, bezeichnet „1680“ | D-6-77-157-77  | Bildstock                 |
| Fahrgasse 5 (Standort)                                | Wohnhaus                                   | Zweigeschossiges Zierfachwerkhaus mit verputztem Fachwerkanbau und traufständigem Satteldach über hohem Kellergeschoss mit Freitreppe, 18. Jahrhundert | D-6-77-157-3   | weitere Bilder            |
| Fahrgasse 10 (Standort)                               | Keller                                     | Rundbogentor, Sandstein, 1718 | D-6-77-157-4   | BW                        |
| Glasergasse 9 (Standort)                              | Scheune                                    | Traufständiger Mansarddachbau mit Fachwerkgiebel Bruchsteinmauerwerk mit korbbogigem Tor und geschnitztem Türblatt, bezeichnet „1754“ | D-6-77-157-6   | Scheune                   |
| Glasergasse 20 (Standort)                             | Tür                                        | Profilierte Türrahmung mit Relief Schifferzunftzeichen sowie geschnitztem Türblatt, Sandstein, bezeichnet „1711“ | D-6-77-157-7   | weitere Bilder            |
| Glasergasse 22 (Standort)                             | Wohnhaus                                   | Zweigeschossiger Halbwalmdachbau mit Seitenflügel in Ecklage, profilierte und geohrte Sandsteinrahmung mit reliefiertem Keilstein Heiliger Michael, Sandstein, bezeichnet „1748“ | D-6-77-157-8   | weitere Bilder            |
| Kreuzbergstraße (Standort)                            | Kreuzschlepper                             | Inschriftpostament und ornamentierte Säule mit Figur des Kreuzschleppers, Barock, 17./18. Jahrhundert | D-6-77-157-75  | BW                        |
| Lengfurter Straße 33 (Standort)                       | Brauhaus                                   | Langgestreckter traufständiger MansardHalbwalmdachbau mit Fachwerkgiebel, Sandsteinfassade mit Relief der Bierbrauerzunft, bez. 1816; mit zugehörigen Kelleranlagen | D-6-77-157-11  | BW                        |
| Nähe Lengfurter Straße (Standort)                     | Bildstock                                  | ornamentiertes Postament und Säule mit rundbogigem Flachnischenaufsatz, Sandstein, 1737 | D-6-77-157-81  | BW                        |
| Lohgraben 11 (Standort)                               | Friedhofskreuz                             | Tischsockel mit Inschriftpostament und Kruzifix, Sandstein, bez. 1624, Sockel 19. Jh. | D-6-77-157-76  | BW                        |
| Mainkai 8 (Standort)                                  | Wohnhaus                                   | Zweigeschossiger Satteldachbau mit verputztem vorkragendem Fachwerkobergeschoss in Ecklage, geschnitztes Türblatt mit Schifferzunftzeichen, 18./19. Jh., im Kern möglicherweise älter | D-6-77-157-12  | Wohnhaus                  |
| Mainkai 23 (Standort)                                 | Wohnhaus                                   | Zweigeschossiger traufständiger Satteldachbau, klassizistisch, 1. Hälfte 19. Jh. | D-6-77-157-14  | weitere Bilder            |
| Mainkai 24 (Standort)                                 | Wohnhaus                                   | Zweigeschossiger Walmdachbau mit zurückhaltender Sandsteingliederung in Ecklage, klassizistisch, erste Hälfte 19. Jahrhundert | D-6-77-157-15  | weitere Bilder            |
| Marktplatz 3 (Standort)                               | Werbeträger                                | Ausleger mit wappenhaltenden Löwen im Kranz sowie Blüten- und Zopfmotiven, Schmiedeeisen, frühes 19. Jh. | D-6-77-157-16  | BW                        |
| Marktplatz 4 (Standort)                               | Traufseithaus                              | Rotsandstein, klassizistisch, erste Hälfte 19. Jahrhundert | D-6-77-157-17  | Traufseithaus             |
| Marktplatz 6 (Standort)                               | Hofmauer mit Hoftor                        | Rundbogen mit Keilstein über Pilastern, Sandstein, bezeichnet „1756“ | D-6-77-157-24  | BW                        |
| Marktplatz 8 (Standort)                               | Wohnhaus                                   | Dreigeschossiger Walmdachbau mit Zierfachwerkobergeschossen und zweigeschossigem Walmdachanbau mit vorkragendem verputztem Fachwerkobergeschoss sowie vermauertem Bäckerzunftzeichen, bezeichnet „1730“, Erdgeschoss verändert | D-6-77-157-18  | weitere Bilder            |
| Marktplatz 9 (Standort)                               | Wohnhaus                                   | Zweigeschossiges Fachwerkhaus mit Drempel und Krüppelwalmdach in Ecklage, 18. Jh. | D-6-77-157-19  | weitere Bilder            |
| Marktplatz 9 (Standort)                               | Hoftor                                     | Profilierter Rundbogen über Pilastern, Sandstein, bezeichnet „1778“ | D-6-77-157-19  | weitere Bilder            |
| Marktplatz 11 (Standort)                              | Wohnhaus                                   | Zweigeschossiger Satteldachbau mit Zierfachwerkobergeschoss in Ecklage, bezeichnet „1696“, Erdgeschoss verändert | D-6-77-157-20  | Wohnhaus                  |
| Marktplatz 18 (Standort)                              | Wohnhaus                                   | Zweigeschossiger traufständiger Mansarddachbau mit geohrten Sandsteinrahmungen, rundbogige Toreinfahrt mit Fratzenschlussstein und geschnitzten Torflügeln, 18. Jh., Erdgeschoss verändert | D-6-77-157-21  | weitere Bilder            |
| Marktplatz 22 (Standort)                              | Wohnhaus                                   | Zweigeschossiger Satteldachbau (ursprl. Schopfwalmdach) mit reich verziertem Fachwerkobergeschoss und -giebel in Ecklage, um 1600, Erdgeschoss verändert | D-6-77-157-22  | weitere Bilder            |
| Mitteltorstraße 1 (Standort)                          | Gasthaus                                   | Zweigeschossiger giebelständiger Satteldachbau mit Zierfachwerkobergeschoss, 17./18. Jahrhundert | D-6-77-157-23  | weitere Bilder            |
| Mitteltorstraße 6 (Standort)                          | Wohnhaus                                   | Zweigeschossiger giebelständiger Satteldachbau mit vorkragendem Zierfachwerkobergeschoss, 1. Viertel 17. Jh., Erdgeschoss verändert | D-6-77-157-25  | weitere Bilder            |
| Mitteltorstraße 14 (Standort)                         | Gasthof                                    | Zweigeschossiger giebelständiger Krüppelwalmdachbau mit Zierfachwerkobergeschoss, 18. Jh., Erdgeschoss verändert | D-6-77-157-27  | weitere Bilder            |
| Mitteltorstraße 14 (Standort)                         | Ausleger                                   | schmiedeeisern, mit Krone, frühes 19. Jahrhundert | D-6-77-157-27  | weitere Bilder            |
| Mitteltorstraße 14 (Standort)                         | Hoftor                                     | Profilierter Rundbogen über Pilastern, Sandstein, 17./18. Jh. | D-6-77-157-27  | weitere Bilder            |
| Mitteltorstraße 16 (Standort)                         | St. Nepomuk-Statue                         | Hausfigur des hl. Johann Nepomuk in Nische, Sandstein, wohl 19. Jahrhundert | D-6-77-157-28  | weitere Bilder            |
| Mitteltorstraße 18 (Standort)                         | Wohnhaus                                   | Zweigeschossiger giebelständiger Satteldachbau mit vorkragendem Zierfachwerkobergeschoss in Ecklage, bezeichnet „1716“, Erdgeschoss verändert | D-6-77-157-29  | weitere Bilder            |
| Obereichholz (Standort)                               | Feldkapelle                                | Kleiner Satteldachbau mit Rundbogenöffnung sowie vermauerte Überreste einer Sandstein-Relieftafel, wohl 18. Jahrhundert | D-6-77-157-68  | BW                        |
| Obere Gasse 24 (Standort)                             | Wohnhaus                                   | zweigeschossiger Halbwalmdachbau mit verputztem Fachwerkobergeschoss in Ecklage, 18./19. Jh., Kellerbogen bezeichnet„1702“ | D-6-77-157-33  | weitere Bilder            |
| Obere Gasse 24 (Standort)                             | Gartenpforte                               | Sandsteinrahmung mit Segmentbogen und Schiffer-Zunftzeichen, bezeichnet „1751“ | D-6-77-157-33  | BW                        |
| Obertorstraße 1 (Standort)                            | Ehemaliges Pfarrhaus                       | Zweigeschossiger Mansard-Walmdachbau mit Sandsteinrahmungen in Ecklage, Ende 18. Jahrhundert | D-6-77-157-34  | weitere Bilder            |
| Obertorstraße 2 (Standort)                            | Katholische Pfarrkirche St. Laurentius     | Dreischiffige Basilika mit Satteldach und eingezogenem Dreiseitchor sowie Chorflankenturm mit Zwiebelhaube und Laterne, Blendgiebelfassade mit Figurennischen, Turmuntergeschoss und Rundapsis der ursprl. romanischen Chorturmkirche 12./13. Jh., nachgotischer Umbau zur Saalkirche 1613/14, Verlängerung und barocke Westfassade 1736, Erweiterung zur Basilika durch Anbau der Seitenschiffe 1857; mit Ausstattung | D-6-77-157-35  | weitere Bilder            |
| Obertorstraße 2 (Standort)                            | Kreuzigungsgruppe                          | Breiter Inschriftsockel mit Relief der Stifterfamilie und darüber Kreuzigungsgruppe, Sandstein, bez. 1675 | D-6-77-157-35  | weitere Bilder            |
| Obertorstraße 13 (Standort)                           | Weinhaus                                   | zweigeschossiger Walmdachbau mit verputztem Fachwerkobergeschoss sowie Erdgeschoss mit Sandsteingliederungen in Ecklage, 18./19. Jahrhundert | D-6-77-157-38  | weitere Bilder            |
| Obertorstraße 14 (Standort)                           | Wohn- und Geschäftshaus                    | zweigeschossiger traufständiger Satteldachbau, Putzfassade mit Sandsteingliederungen und Figurennischen sowie reicher Schaufenstergestaltung, Neorenaissance, um 1860/70 | D-6-77-157-39  | Wohn- und Geschäftshaus   |
| Petzoltstraße 21 (Standort)                           | Ehemaliges Bezirksamt                      | Dreigeschossiger, verputzter Massivbau mit Walmdach, Sandsteingliederung und Sprenggiebelportal, neobarock, 1913/14 | D-6-77-157-118 | BW                        |
| Petzoltstraße 21 (Standort)                           | Hausfigur                                  | Muttergottes mit Kind, in barocken Formen nicht nachqualifiziert, im Bayerischen Denkmal-Atlas nicht kartiert | D-6-77-157-45  | BW                        |
| Regina-Schleicher-Weg (Standort)                      | Bildstock                                  | Inschriftpostament mit Säule und rundbogigem Reliefaufsatz 'Kreuzschlepper' sowie Kreuzbekrönung, Sandstein, bez. 1705 | D-6-77-157-67  | Bildstock                 |
| Romberg (Standort)                                    | Bildstock                                  | Sockel mit diamantiertem Postament sowie Säule mit rundbogigem Flachnischenaufsatz und Voluten, Sandstein, um 1700 | D-6-77-157-72  | Bildstock                 |
| Schenkgasse 8, zugehörig zu Schenkgasse 10 (Standort) | Wohnhaus, ehemals Bauernhaus               | Zweigeschossiger traufständiger Satteldachbau, Erdgeschoss frühes 17. Jh., mit teilverputztem Fachwerkobergeschoss, bezeichnet „1706“ | D-6-77-157-42  | BW                        |
| Schenkgasse 9 (Standort)                              | Ehemaliger Bauernhof, Wohnhaus             | Zweigeschossiger giebelständiger Halbwalmdachbau mit verputztem Fachwerkobergeschoss über hohem Kellergeschoss, 18./19. Jh. | D-6-77-157-43  | BW                        |
| Schenkgasse 9 (Standort)                              | Ehemaliger Bauernhof, Hof- und Gartenmauer | Teilweise verputztes Bruchsteinmauerwerk mit rundbogigem Hoftor und -pforte über Pilastern sowie bekrönender Figur des Hl. Michael, Sandstein, bezeichnet „1697“ | D-6-77-157-43  | BW                        |
| Schenkgasse 9 (Standort)                              | Ehemaliger Bauernhof, Scheune              | Fachwerkbau mit Satteldach, 18./19. Jh. | D-6-77-157-43  | BW                        |
| Schenkgasse 10, zugehörig zu Schenkgasse 8 (Standort) | Wohnhaus, ehemals Bauernhaus               | Zweigeschossiger traufständiger Satteldachbau, Erdgeschoss frühes 17. Jh., mit teilverputztem Fachwerkobergeschoss, bezeichnet „1706“ | D-6-77-157-44  | weitere Bilder            |
| Schenkgasse 13 (Standort)                             | Hofanlage, Wohnhaus                        | Zweigeschossiger Walmdachbau mit strassenseitigem Halbwalm und verputztem Zierfachwerkobergeschoss in Ecklage, Erdgeschoss mit profilierten Sandsteinrahmungen und Wappen der Schifferzunft, bez. 1712 | D-6-77-157-13  | weitere Bilder            |
| Schenkengasse 13, Mainkai 15 (Standort)               | Hofanlage, Hoftor                          | Einfach profilierter Rundbogen, Sandstein, 19. Jh. | D-6-77-157-13  | weitere Bilder            |
| Mainkai 15 (Standort)                                 | Hofanlage                                  | weiteres Wohnhaus | D-6-77-157-13  | weitere Bilder            |
| Schmiedsecke 1 (Standort)                             | Ehemalige Schmiede                         | Zweigeschossiger Satteldachbau mit Zierfachwerkobergeschoss und seitlichem zweigeschossigem Anbau mit Durchfahrt sowie rückwärtigem massivem Pultdachanbau, bezeichnet „1707“ | D-6-77-157-2   | weitere Bilder            |
| Stiergasse 9 (Standort)                               | Ehemaliger Bauernhof, Wohnhaus             | Zweigeschossiges verputztes Fachwerkhaus mit giebelständigem Halbwalmdach, 18./19. Jh | D-6-77-157-47  | weitere Bilder            |
| Stiergasse 9 (Standort)                               | Ehemaliger Bauernhof, Hoftor               | Profilierter Korbbogen mit reichem Schlussstein über Pilastern, Sandstein, bez. 1749 | D-6-77-157-47  | weitere Bilder            |
| Stiergasse 9 (Standort)                               | Ehemaliger Bauernhof, Nebengebäude         | Zweigeschossiger Pultdachbau mit verputztem Fachwerkobergeschoss, 18./19. Jh., Erdgeschoss verändert | D-6-77-157-47  | weitere Bilder            |
| Ulrich-Willer-Straße 1 (Standort)                     | Mariensäule                                | Ornamentiertes Postament mit Säule und bekrönender Madonnenfigur, Sandstein, barock, bez. 1732 | D-6-77-157-79  | BW                        |
| Nähe Untere Allee (Standort)                          | Mariensäule                                | Sockel mit Postament und Säule sowie bekrönender Madonna, Sandstein, wohl 17. Jahrhundert | D-6-77-157-80  | BW                        |
| Untertorstraße 6 (Standort)                           | Bürgerhaus, sogenanntes Franck-Haus        | Zweigeschossige Vierflügelanlage um einen Innenhof, Vorderhaus mit Satteldach und mittlerem Zwerchhaus über Rundbogendurchfahrt, reich gegliederte Fassade mit geohrten Sandsteinrahmungen und Hausmadonna unter Baldachin, rückwärtige Mansard- bzw. Satteldachflügel mit verputztem Fachwerkobergeschoss und schlichten Fassaden, barock, bez. 1745                                                                  | D-6-77-157-52  | weitere Bilder            |
| Untertorstraße 6 (Standort)                           | Scheune                                    | Sandsteinbau mit Fachwerkgiebel und einseitigem Halbwalm, 18./19. Jh. | D-6-77-157-52  | weitere Bilder            |
| Untertorstraße 7 (Standort)                           | Wohnhaus                                   | Zweigeschossiger Krüppelwalmdachbau mit Zierfachwerkobergeschoss in Ecklage, 18. Jh., Erdgeschoss verändert | D-6-77-157-53  | weitere Bilder            |
| Untertorstraße 8 (Standort)                           | Wohnhaus                                   | Zweigeschossiger Satteldachbau mit strassenseitigem Halbwalm und Fachwerkobergeschoss, 18. Jh., Erdgeschoss 19./20. Jh. | D-6-77-157-54  | weitere Bilder            |
| Untertorstraße 9 (Standort)                           | Wohnhaus                                   | Zweigeschossiger traufständiger Mansarddachbau mit Sandsteingliederungen und doppelbogiger Durchfahrt mit Reliefs, bez. 1744 | D-6-77-157-55  | weitere Bilder            |
| Untertorstraße 9 (Standort)                           | Scheune                                    | Halbwalmdachbau 18./19. Jh.; Gartenhaus, kleiner verputzter Fachwerkbau mit Pyramidendach auf der Ortsmauer errichtet, um 1800; Gartenmauer, Bruchstein, 18./19. Jh. | D-6-77-157-55  | BW                        |
| Untertorstraße 9 (Standort)                           | Gartenhaus                                 | Kleiner verputzter Fachwerkbau mit Pyramidendach auf der Ortsmauer errichtet, um 1800 | D-6-77-157-55  | BW                        |
| Untertorstraße 9 (Standort)                           | Gartenmauer                                | Bruchstein, 18./19. Jh. | D-6-77-157-55  | BW                        |
| Untertorstraße 10 (Standort)                          | Wohnhaus                                   | zweigeschossiges verputztes Fachwerkhaus mit giebelständigem Satteldach, 18./19. Jh. | D-6-77-157-56  | weitere Bilder            |
| Untertorstraße 12 (Standort)                          | Wohnhaus                                   | Dreigeschossiger Satteldachbau mit Schmuckfachwerkobergeschossen und Hausmadonna in Ecklage, 17./18. Jh., Erdgeschoss verändert | D-6-77-157-57  | weitere Bilder            |
| Untertorstraße 14 (Standort)                          | Bauernhof                                  | Giebelständiger verputzter Halbwalmdachbau mit Sandsteinrahmungen, 18./19. Jh. | D-6-77-157-59  | weitere Bilder            |
| Untertorstraße 14 a (Standort)                        | Hoftor                                     | mit geradem Sturz und rundbogiger Pforte, Sandstein, bez. 1620, vermauertes Sandsteinrelief über Pforte mit hl. Michael bez. 1739 | D-6-77-157-59  | weitere Bilder            |
| Untertorstraße 15 (Standort)                          | Torbogen                                   | Bezeichnet „1592“ | D-6-77-157-58  | weitere Bilder            |
| Untertorstraße 16 (Standort)                          | Bauernhof                                  | Wohnhaus, zweigeschossiger und giebelständiger Satteldachbau mit vorkragendem Zierfachwerkobergeschoss, um 1600 | D-6-77-157-120 | weitere Bilder            |
| Untertorstraße 27 (Standort)                          | Traufseithaus                              | Mit Fachwerkobergeschoss, 18. Jahrhundert; nicht nachqualifiziert | D-6-77-157-61  | weitere Bilder            |
| Wagnergasse 2 (Standort)                              | Hoftor                                     | Bezeichnet „1690“ | D-6-77-157-62  | BW                        |
| Wagnergasse 10 (Standort)                             | Hoftor                                     | Profilierter Korbbogen mit reliefiertem Keilstein Heiliger Kilian über Pilastern mit Radabweisern, Sandstein, bezeichnet „1762“ | D-6-77-157-63  | weitere Bilder            |
| Würzburger Straße 4 (Standort)                        | Ehemaliges Gefängnis                       | Zweigeschossiger Walmdachbau mit sparsam gegliederter Sandsteinquaderfassade und Rundbogenöffnungen, Rundbogenstil, um 1845 | D-6-77-157-64  | weitere Bilder            |
| Würzburger Straße 6 (Standort)                        | Amtsgericht                                | Zweigeschossiger Walmdachbau mit übergiebeltem Mittelrisalit, reich gegliederte Sandsteinquaderfassade, Neurenaissancebau, 1886/87 | D-6-77-157-65  | weitere Bilder            |
| Würzburger Straße 7 (Standort)                        | Evangelisch-lutherische Pfarrkirche        | Satteldachbau mit eingezogenem Polygonalchor sowie Giebelreiter mit Spitzhelm, Sandsteinquaderfassade mit Strebepfeilern und Spitzbogenöffnungen, neugotisch, zweite Hälfte 19. Jahrhundert | D-6-77-157-66  | BW                        |
| Würzburger Straße 7 (Standort)                        | Einfriedung                                | Gitterzaun mit Pfeilerportal, zweite Hälfte 19. Jahrhundert | D-6-77-157-66  | BW                        |
| Würzburger Straße 20 (Standort)                       | Gedenkkreuz                                | Für den an dieser Stelle erfrorenen Hans Georg Brod, Sandstein, bezeichnet „1740“ | D-6-77-157-78  | BW                        |

### Altfeld
| Lage                            | Objekt            | Beschreibung | Akten-Nr.      | Bild |
| ------------------------------- | ----------------- | --- | -------------- | ---- |
| ()                              | Gefallenendenkmal | Für die Toten des Krieges 1870/71, Stufenpostament mit Inschriftsockel und Obelisk, Sandstein, bez. 1895 nicht nachqualifiziert, im Bayerischen Denkmal-Atlas nicht kartiert | D-6-77-157-113 |      |
| Michelriether Straße (Standort) | Meilenstein       | Stundenstein, Rotsandsteinpfeiler mit Wegstundenangaben nach Lengfurt, Esselbach und Würzburg, um 1800                                                                       | D-6-77-157-133 | BW   |
| Michelriether Straße (Standort) | Ruhebank          | aus drei Rotsandstein-Monolithen, frühes 19. Jh. | D-6-77-157-133 | BW   |

### Glasofen
| Lage                         | Objekt                         | Beschreibung | Akten-Nr.      | Bild           |
| ---------------------------- | ------------------------------ | --- | -------------- | -------------- |
| Claushofstraße 6 (Standort)  | Bauernhaus                     | ehemaliges Wohnstallhaus, eingeschossiger teilunterkellerter Satteldachbau, Fachwerk, verputzt, Mitte 18. Jh., Zwerchgiebel spätes 19. Jh.; teilunterkellerte eingeschossige Ökonomie mit Satteldach, bezeichnet 1831, im Kern älter | D-6-77-157-134 | BW             |
| Claushofstraße 27 (Standort) | Evangelisch-lutherische Kirche | Saalkirche mit Satteldach und eingezogenem Dreiseitchor, seitlicher Turm ins Achteck übergehend mit Zwiebelhaube, Neobarock, bezeichnet „1914“; mit Ausstattung                                                                      | D-6-77-157-85  | weitere Bilder |
| Claushofstraße 27 (Standort) | Einfriedungsmauern             | Mit Treppenanlage, Sandsteinmauerwerk, nach 1914 | D-6-77-157-85  | weitere Bilder |
| Wiesenweg 3 (Standort)       | Bauernhof                      | Wohnhaus, zweigeschossiges Fachwerkhaus mit Krüppelwalmdach, 18./19. Jh., Erdgeschoss teilweise verändert | D-6-77-157-86  | BW             |

### Marienbrunn
| Lage                             | Objekt                               | Beschreibung | Akten-Nr.     | Bild |
| -------------------------------- | ------------------------------------ | --- | ------------- | ---- |
| Kreuzberg (Standort)             | Feldkapelle                          | Unter Obstbaum, kleiner Putzbau mit Sandsteinplattendach und eingebauter Nische mit Relief Kreuzigungsgruppe, Sandstein, 1735                                            | D-6-77-157-91 | BW   |
| Hafenlohrer Straße 1 (Standort)  | Bildstock                            | Inschriftpfeiler mit Kreuzdach-Nischenaufsatz, monolithischer Sandstein, nachgotisch, bezeichnet „1609“                                                                  | D-6-77-157-87 | BW   |
| Hafenlohrer Straße 5 (Standort)  | Katholische Filialkirche St. Barbara | Einfacher Satteldachbau mit leicht eingezogenem Chor, Sandsteinfassade mit Spitzbogenöffnungen, neugotisch, 1869, im Chorbereich verändert, Turm modern; mit Ausstattung | D-6-77-157-88 | BW   |
| Hafenlohrer Straße 29 (Standort) | Bildstock                            | Inschriftpostament mit Säule sowie vierseitigem Kreuztonnendach-Aufsatz mit Kreuzigungsrelief und Kreuzbekrönung, Sandstein, Barock, bezeichnet „1705“                   | D-6-77-157-89 | BW   |
| Ober dem Dorf (Standort)         | Bildstock                            | Sockel mit Pfeiler und segmentbogigem Nischenaufsatz, Sandstein, 19./20. Jahrhundert                                                                                     | D-6-77-157-90 | BW   |
| Im Wiesengrund 1 (Standort)      | Bildstock                            | Postament mit Säule und Reliefaufsatz Pietà, Heilige Anna, Heiliger Michael, Kniende Stifter- oder Heiligenfigur, Sandstein, bezeichnet „1762“                           | D-6-77-157-92 | BW   |

### Michelrieth
| Lage                                | Objekt                                          | Beschreibung | Akten-Nr.      | Bild           |
| ----------------------------------- | ----------------------------------------------- | --- | -------------- | -------------- |
| Forsthausstraße 1 (Standort)        | Forsthaus                                       | Freistehender zweigeschossiger Halbwalmdachbau mit verputztem Fachwerkobergeschoss, spätes 18. Jahrhundert | D-6-77-157-93  | BW             |
| Grafschaftsstraße 14 (Standort)     | Evangelisch-lutherische Pfarrkirche St. Michael | Chorturmkirche mit Mansarddach und Chorturm mit hohem Spitzhelm, Putzfassade mit Sandsteinrahmungen, spätgotischer Chor bezeichnet „1495“, barockes Langhaus 1734–37 von Baumeister Günther aus Marktheidenfeld; mit Ausstattung | D-6-77-157-94  | weitere Bilder |
| Grafschaftsstraße 19 (Standort)     | Evangelisch-lutherisches Pfarrhaus              | Zweigeschossiger traufständiger Satteldachbau mit vorkragendem und verputztem Fachwerkobergeschoss, 1694 | D-6-77-157-109 | BW             |
| Nähe Kredenbacher Straße (Standort) | Ehemalige Zehntscheune                          | Eingeschossiger Bruchsteinbau mit Krüppelwalmdach, spätes 18. Jahrhundert | D-6-77-157-95  | BW             |
| Schlagfeld (Standort)               | Reinwasserbehälter                              | Dreiseitiger Eingangsbau mit Sandsteinrustika und Attikabrüstung, Neorenaissance, bezeichnet „1898“, Renovierung bezeichnet „1912“                                                                                               | D-6-77-157-111 | BW             |

### Zimmern
| Lage                                 | Objekt                                | Beschreibung | Akten-Nr.      | Bild           |
| ------------------------------------ | ------------------------------------- | --- | -------------- | -------------- |
| Rodener Straße 7 (Standort)          | Bildstock                             | Aufsatz eines kreuzbekrönten rundbogigen Tabernakelbildstocks mit ornamentierter Rahmung und Reliefretabel Kreuzschlepper, Sandstein, 1721                              | D-6-77-157-98  | BW             |
| Langenstrich (Standort)              | Bildstock                             | Sockel mit Säule und überkuppeltem kreuzbekröntem Flachnischenaufsatz, Sandstein, bezeichnet „1623“                                                                     | D-6-77-157-105 | BW             |
| Erlacher Straße 2 (Standort)         | Bauernhof, Wohnhaus                   | Zweigeschossiges verputztes Fachwerkhaus mit Krüppelwalmdach über hohem Kellergeschoss in Traufstellung, bezeichnet „178“(?)                                            | D-6-77-157-96  | BW             |
| Langenstrich (Standort)              | Wegkreuz                              | Inschriftsockel mit Voluten und Kruzifix, Sandstein und Eisenguss, 18. Jahrhundert, Erneuerung bezeichnet „1851“                                                        | D-6-77-157-104 | BW             |
| Mainstraße 2 (Standort)              | Relief                                | Darstellung einer Schere im Flachrelief, Zunftzeichen der Schneider, Sandstein, 18./19. Jh., in Gartenmauer vermauert                                                   | D-6-77-157-97  | BW             |
| Neuer Berg (Standort)                | Bildstock                             | Postament mit Inschriftpfeiler und rundbogigem kreuzbekröntem Flachnischenaufsatz, auf ehem. Weinbergsmauer, barock, Sandstein, bezeichnet „1724“                       | D-6-77-157-108 | weitere Bilder |
| Roter Berg (Standort)                | Bildstock                             | Inschriftsockel mit rundbogigem kreuzbekröntem Tabernakelaufsatz, Retabel fehlt, Sandstein, bezeichnet „1747“                                                           | D-6-77-157-106 | BW             |
| Theodor-Heuß-Straße 2 (Standort)     | Bildstock                             | Achteckiger Pfeiler und Flachnischenaufsatz mit Kreuztonnendach, Sandstein, 1644                                                                                        | D-6-77-157-103 | BW             |
| Theodor-Heuss-Straße 10 (Standort)   | Katholische Kuratiekirche St. Michael | Satteldachbau mit eingezogener Rundapsis sowie Chorflankenturm mit Spitzhelm, Putzmauerwerk mit Werksteingliederungen, neuromanisch, bezeichnet „1835“; mit Ausstattung | D-6-77-157-99  | weitere Bilder |
| Theodor-Heuß-Straße 15 (Standort)    | Relief                                | Mit Darstellung einer Schere (Schneiderzunft?), Sandstein, bezeichnet „1831“ oder „1837“, modern vermauert                                                              | D-6-77-157-100 | BW             |
| Nähe Theodor-Heuss-Straße (Standort) | St.-Nepomuk-Statue                    | Inschriftsockel mit Figur des heiligen Johann Nepomuk, Sandstein, 18. Jahrhundert                                                                                       | D-6-77-157-102 | BW             |

## Ehemalige Baudenkmäler
| Lage                                      | Objekt                      | Beschreibung | Akten-Nr.     | Bild                        |
| ----------------------------------------- | --------------------------- | ------------ | ------------- | --------------------------- |
| Marktheidenfeld Fahrgasse 12 (Standort)   | Vergleiche Ensemble Mainkai |              | D-6-77-157-5  | Vergleiche Ensemble Mainkai |
| Marktheidenfeld Herrengasse 11 (Standort) | Vergleiche Ensemble Mainkai |              | D-6-77-157-9  | Vergleiche Ensemble Mainkai |
| Marktheidenfeld Obere Gasse 17 (Standort) | Vergleiche Ensemble Mainkai |              | D-6-77-157-31 | BW                          |
| Marktheidenfeld Schenkgasse 14 (Standort) | Vergleiche Ensemble Mainkai |              | D-6-77-157-46 | weitere Bilder              |
| Marktheidenfeld Stiergasse 11 (Standort)  | Vergleiche Ensemble Mainkai |              | D-6-77-157-48 | BW                          |